# Northrop YF-23
L'YF-23 Black Widow II (o abreviat simplement YF-23) fou un prototip de caça nord-americà dissenyat i desenvolupat per les dues companyies McDonnell Douglas i Northrop Corporation. L'YF-23 fou realitzat amb l'objectiu de guanyar la competició ATF sobre l'YF-22 per a assolir ésser un caça de superioritat aèria de cinquena generació de caces de reacció. Només foren construïts dos prototips de l'YF-23, amb els àlies Black Widow II (que en català vol dir: Viuda negra) i Grey Ghost (en català: Fantasma gris). Finalment, l'YF-22 de Lockheed i Boeing guanyà als YF-23, i va entrar en producció conegut com a F-22 Raptor.

## Disseny i desenvolupament

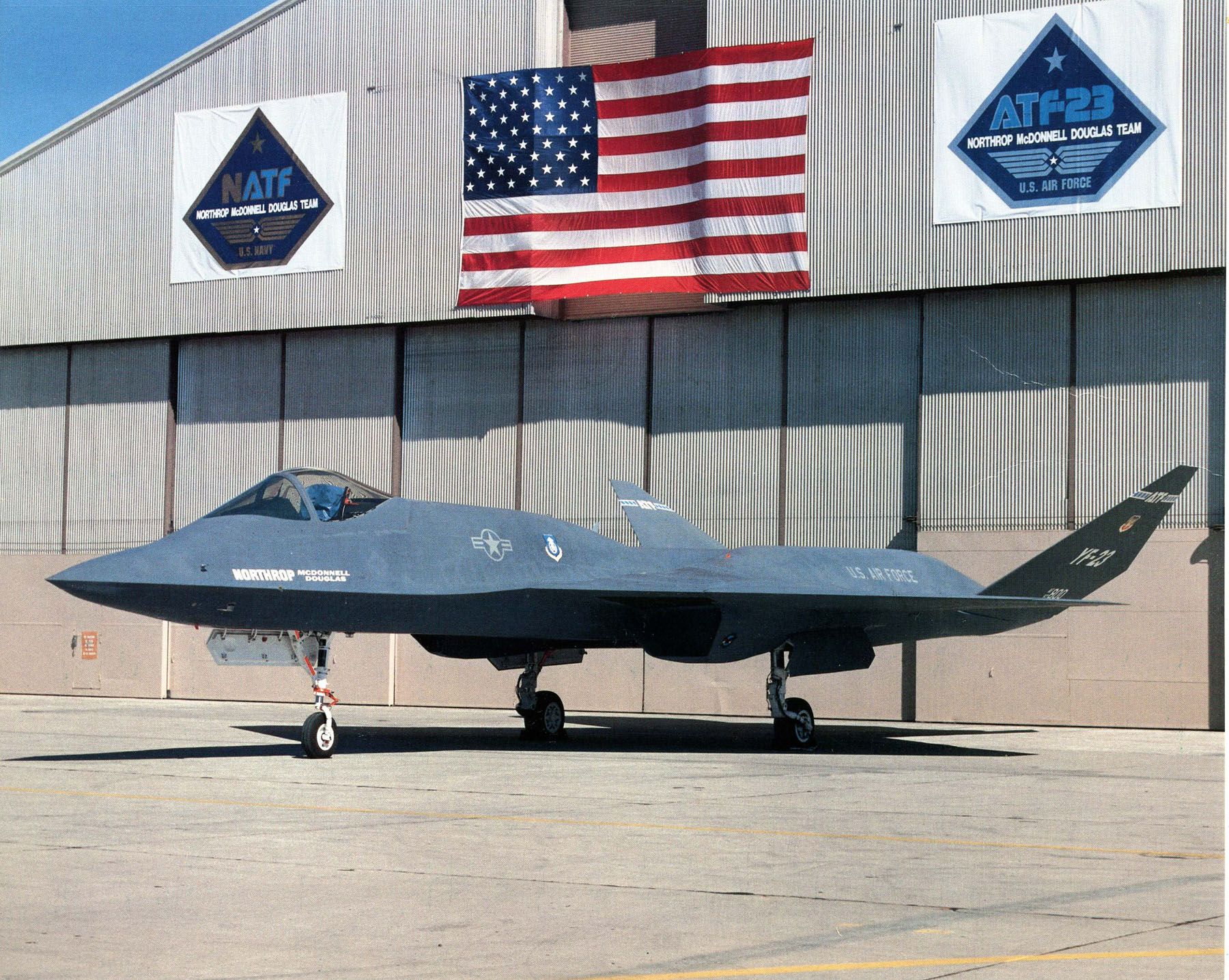
Una de les aparicions públiques del prototip PAV-2 o Black Widow II.

El programa ATF (Advanced Tactical Fighter) fou un programa que assolia l'objectiu de provar la demostració de caces amb l'objectiu de reemplaçar l'avió F-15 Eagle. L'YF-23 fou dissenyat per a satisfer les necessitats de la USAF, en supervivència, en les velocitats de creuer supersòniques, invisibilitat al radar i el manteniment poc costós. No obstant tot això, la major prioritat del disseny era la invisibilitat al radar, cosa en la qual Northrop tenia molta experiència gràcies al prototip Tacit Blue (que volà del 1982 al 1985 amb l'objectiu d'investigar i avançar les capacitats de la tecnologia furtiva) i al B-2 Spirit. L'YF-23 era un avió amb un aspecte relativament convencional; Una superfície ventral-alar considerable, cua en configuració V i ales trapezoidals. El sistema de gestió de l'avió era capaç de coordinar moviments de les superfícies de control. I per a assolir un vol estable, la cua en V proporcionava el control aerodinàmic necessari. Els flaps actuaven com a fre aerodinàmic.

## Programa ATF
El juliol de l'any 1986 la Força Aèria dels Estats Units va emetre una sol·licitud de propostes per a substituir l'F-15, i en octubre del mateix any foren seleccionats els candidats, dos equips de contractistes, el primer, format per McDonnell Douglas i per Northrop, el segon format per Lockheed, Boeing i General Dynamics. S'havia de realitzar una fase de demostració i validació durant 50 mesos, que acabaria amb la prova de vol dels dos prototips propostos, l'YF-23 del primer equip i l'YF-22 del segon, cada equip fabricà dos prototips diferents del seu avió per a incorporar dues opcions per al motor, una d'elles amb empenyiment vectorial.
El 23 d'abril de l'any 1991 la USAF anuncià com a guanyador al YF-22 de Lockheed.

## Prototips

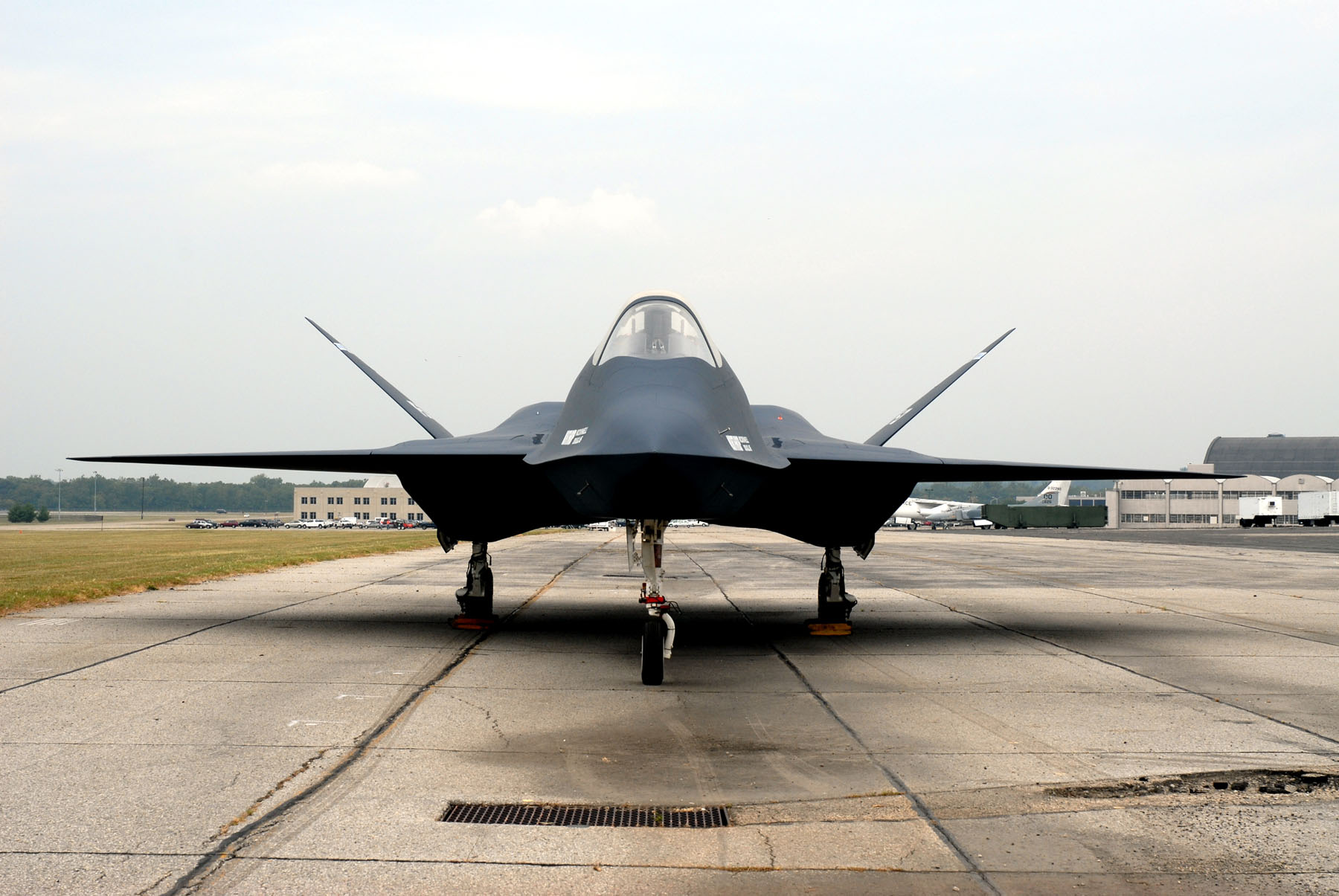
Vista frontal del YF-23 Black Widow II.

L'YF-23 posseïa un disseny avançat, amb l'objectiu de reduir els costos i el temps desenvolupament, foren usats components d l'F-15 Eagle en el prototip, inclosos la unitat de roda de nas i la cabina de davant de l'F-15E (Strike Eagle). Els dos prototips construïts, anomenats tècnicament com PAV-1 i PAV-2, el PAV-1 comptava amb dos motors Pratt & Whitney YF119, mentre que el PAV-2 muntava els motors General Electric YF120. El primer YF-23 fou presentat públicament per primera vegada el 22 de juny de l'any 1990, i el seu primer vol es realitzà el 27 d'agost del 1990. El PAV-2 volà per primer cop el 26 d'octubre. El PAV-1 fou anomenat Black Widow 2 (literalment: Viuda Negra II) en honor del caça nocturn Black Widow de la Segona Guerra Mundial, i se li insertà la figura d'un rellotge de sorra al ventre de forma similar a la que portava el Black Widow original. Aquesta marca fou suprimida de l'aeronau a causa de la constant insistència dels executius de Northrop. El segon YF-23, el PAV-2 fou anomenat Gray Ghost (en català: Fantasma Gris).

## Història operacional
Els dos prototips de l'YF-23 foren entregats amb els requisits especificats per la USAF. La bodega d'armes de l'aeronau havia sigut configurada per al llançament de míssils, però cap d'ells fou disparat durant les poves de vol, a diferència dels YF-22 de Lockheed. L'YF-23 acumul·là 65,2 hores de vol en un total de 50 vols de prova. El PAV-1 (el Black Widow II) assolí Mach 1.43 en supercreuer amb els seus motors Pratt & Whitney YF119 el 18 de setembre del 1990. Mentre que el PAV-2 arribà al Mach 1.6 al 29 de novembre del 1990 amb uns motors General Electric YF120General Electric YF120. Les proves de vol varen acabar demostrant que l'YF-23 de Northrop assolia els valors de rendiment previstos.
Finalment, l'YF-22 guanyà el concurs ATF. Tot i que l'YF-23 resultava més furtiu i veloç, l'YF-22 era més àgil i, pressumtament, menys costós. Cosa distutible en l'actualitat.

## Traslladament a museus
Les aeronaus varen permanéixer abandonades fins a l'any 1996, quan foren traslladats a diferents museus al voltant dels Estats Units.
- PAV-1: (Nombre de sèrie: 87-0800) Fou traslladat al Museu Nacional de la Força Aèria dels Estats Units, a Dayton, Ohio. La restauració va tenir fi imprevistament tard i ha sigut recentment exposat.[13]

- PAV-2: (Nombre de sèrie: 87-0801) El Gray Ghost és actualment exhibit al Museu Occidental de Vol, a Hawthorne, Califòrnia. Fou reclamat per Northrop per a basar en el prototip un bombarder, l'aeronau fou retornada al museu l'any 2010.[14]

## Cultura popular
En els simuladors de vol existeixen una o més variants del Northrop YF-23, com el simulador de vol de codi obert FlightGear, així com en el sector comercial.

## Especificacions

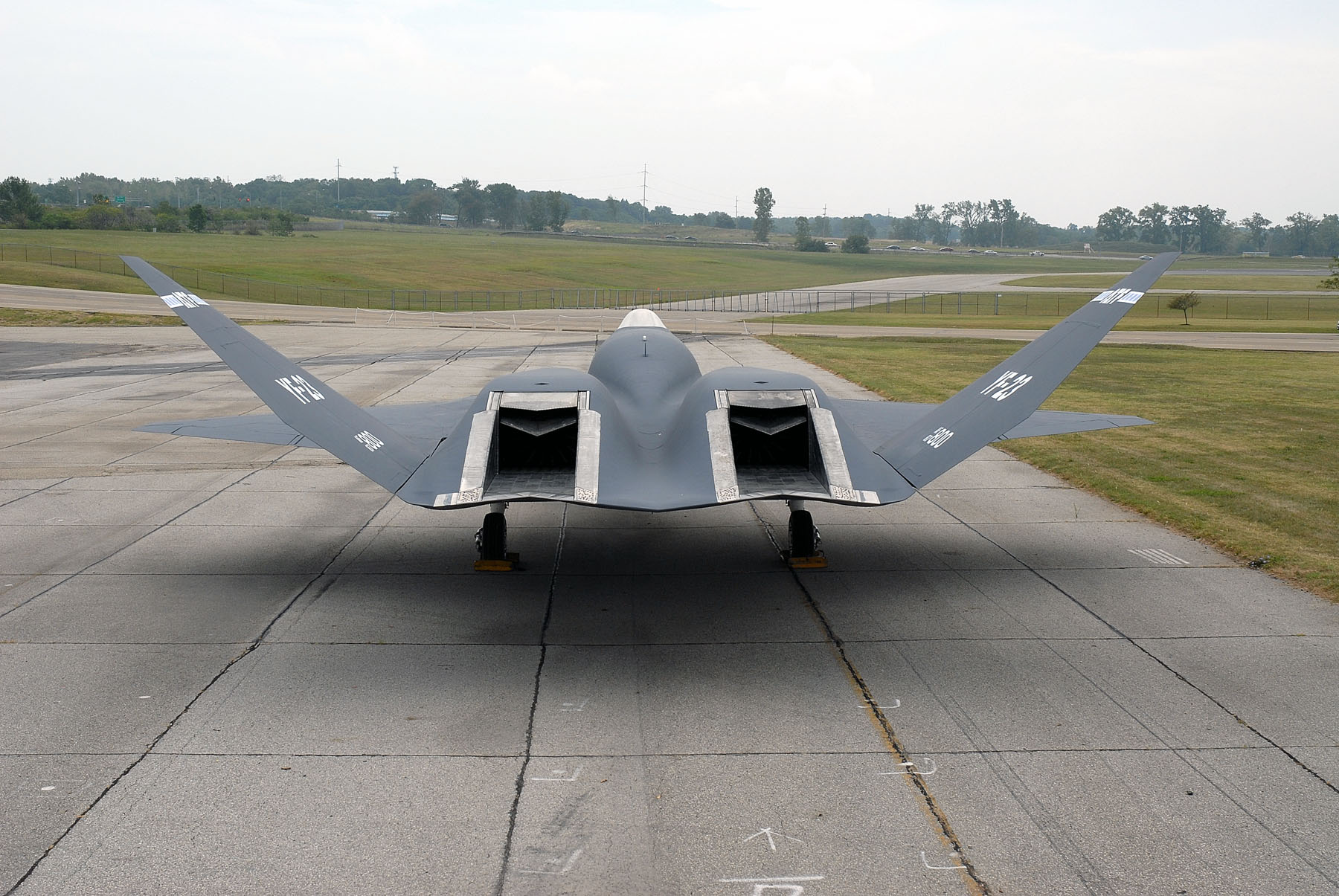
Vista posterior de l'YF-23 PAV-1.

Fonts de Pace, Sweetman, Winchester, Aronstein, National Museum of the U.S. Air Force

### Característiques generals
- Tripulació: 1 pilot.
- Longitud: 20,60 metres
- Envergadura: 13,30 metres
- Altura: 4,30 metres
- Superfície alar: 88 m²
- Pes en buit: 13,100 Kg
- Pes carregat: 23,327 Kg
- Pes màxim a l'enlairament: 29,000 Kg
- Planta motriu: 2 × Pratt & Whitney YF119 o General Electric YF120 de 156 kN

### Rendiment
- Velocitat màxima: Mach 2.5 (2,335 km/h)
- Velocitat de creuer: Mach 1.6 (1,706 km/h)
- Rang: 4.500 km (aproximadament)
- Radi de combat: 1,380–1480 km
- Sostre de servei: 19,800 metres
- Càrrega alar: 265 kg/m²
- Ràtio impuls-pes: 1.36

### Armament
- Canons: 1 × Canó M61 Vulcan de 20 mm
- Míssils:[18][21]

1. 4 × míssils aire-aire AIM-7 Sparrow
2. 4 × míssils aire-aire AIM-120 AMRAAM
3. 2 × míssils aire-aire AIM-9 Sidewinder[22]